# Eleanor Hull

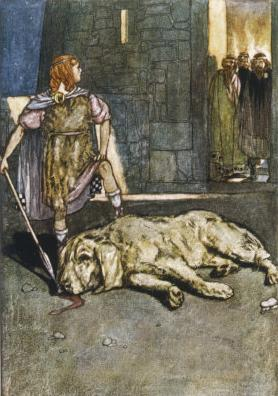
Cu Chulainn tötet den Hund von Culain, Illustration von Stephen Reid aus Eleanor Hulls: The Boys’ Cuchulain, 1904

 Eleanor Henrietta Hull  (* 15. Januar 1860 im County Down, Irland; † 13. Januar 1935 in London, England) war eine irische Schriftstellerin, Journalistin und Keltologin. Sie war Mitbegründerin der Irish Texts Society und Präsidentin der Irish Literary Society.

## Leben und Werk
Hull war die älteste Tochter von Mary Catherine Henrietta Cooke aus Cheltenham und dem Geologen Edward Hull. Als Kind zog sie mit ihrer Familie nach Dublin, wo sie 1876 bis am Alexandra College und dem Royal College of Science ausgebildet wurde. Mit Anfang 30 zog sie nach London, wo sie bei Standish Hayes O’Grady irisch lernte, der ihr Interesse an keltischen Studien förderte. Anschließend studierte sie bei Kuno Meyer, Holger Pedersen und Robin Flower.
Am 26. April 1898 war sie Mitbegründerin und erste Sekretärin der Irish Texts Society (irisch:  Cumann na Scríbheann Gaeilge), deren Präsident der spätere erste Präsident von Irland, Douglas Hyde war. Hull war fast dreißig Jahre lang ehrenamtliche Sekretärin.
Sie war in London 1918 Sekretärin der Royal Asian Society, Mitglied des Rates der Folklore Society und von 1915 bis 1918 Präsidentin der Irish Literary Society. In Zusammenarbeit mit Lionel Johnson war sie 1894 Herausgeberin des Irish Home Reading Magazine, in dem im Mai 1894 ihre erste Veröffentlichung The fate of the Children of Lir erschien.
Sie hat auch zu einer Vielzahl von Literaturzeitschriften und Zeitungen beigetragen, darunter die  Celtic Review, Literary World, Folklore Journal, The Saga Book of the Viking Club und The New Ireland Review. Sie war Redakteurin der Reihe Lives of the Celtic Saints und rezensierte regelmäßige bei The Times. Ein breiteres britisches Publikum erreichte sie 1899 mit einem wissenschaftlichen Artikel in dem Cornhill Magazine mit Western Precursors of Dante, das besondere Aufmerksamkeit auf die Fís Adamnáin oder Vision of Adamnán lenkte, eine Vision von Himmel und Hölle, die in einem irischen Manuskript aus dem 12. Jahrhundert überliefert ist. Frühe irische Texte wurden von modernen Gelehrten wie Whitley Stokes und Henri d’Arbois de Jubainville in der Revue Celtique gelehrt und bearbeitet, aber Hull war eine der ersten, die das Material dem allgemeinen Leser zugänglich machte, insbesondere 1898 in der Zusammenstellung The Cuchullin Saga in Irish Literature.
Sie starb 1935 in Wimbledon zwei Tage vor ihrem 75. Geburtstag.

## Ehrungen
- Ihr wurde ein Sonderband der Irish Texts Society Sgéalta Thomáis Uí Chathasaigh gewidmet.
- 1931 verlieh ihr die National University of Ireland einen D.Litt Honoris causa.

## Veröffentlichungen (Auswahl)
- 1898: The Cuchullin Saga in Irish Literature.
- 1904: The Boys’ Cúchullain.
- 1904: Pagan Ireland, Epochs of Irish History (I).
- 1905: Early Christian Ireland, Epochs of Irish History (II).
- 1906: A Text Book of Irish Literature, Part I.
- 1906: A Text Book of Irish Literature, Part II.[4]
- 1911: Cuchulain, the hound of Ulster.
- 1912: The Poem-Book of the Gael.
- 1913: The Northmen in Britain.
- 1931, 1926: A History of Ireland and her People. 2 Bände.
- 1929: Folklore of the British Isles.
- 1912 übersetzte sie das irische Lied Rop tú mo baile, das im Gesangbuch der Church of Ireland erscheint als:  Be Thou My Vision.